# Mesocapnia
Mesocapnia is een geslacht van steenvliegen uit de familie Capniidae. De wetenschappelijke naam van het geslacht is voor het eerst geldig gepubliceerd in 1968 door Raušer.

## Soorten
Mesocapnia omvat de volgende soorten:
- Mesocapnia altaica (Zapekina-Dulkeit, 1955)
- Mesocapnia aptera Lee & Baumann, 2011
- Mesocapnia arizonensis (Baumann & Gaufin, 1969)
- Mesocapnia autumna (Baumann & Gaufin, 1970)
- Mesocapnia bakeri (Banks, 1918)
- Mesocapnia bergi (Ricker, 1965)
- Mesocapnia bulbosa Nelson & Baumann, 1990
- Mesocapnia frisoni (Baumann & Gaufin, 1970)
- Mesocapnia gorodkovi Zhiltzova & Baumann, 1986
- Mesocapnia lapwae (Baumann & Gaufin, 1970)
- Mesocapnia oenone (Neave, 1929)
- Mesocapnia ogotoruka (Jewett, 1964)
- Mesocapnia porrecta (Jewett, 1954)
- Mesocapnia projecta (Frison, 1937)
- Mesocapnia silvatica Raušer, 1968
- Mesocapnia sugluka (Ricker, 1965)
- Mesocapnia variabilis (Klapálek, 1920)
- Mesocapnia werneri (Baumann & Gaufin, 1970)
- Mesocapnia yoloensis (Baumann & Gaufin, 1970)